# Ян Вапаавуорі
Ян Вапаавуорі (фін. Jan Pellervo Vapaavuori; нар. 3 квітня 1965, Гельсінкі, Фінляндія) — фінський політик, член Парламенту Фінляндії від партії Національна коаліція; мер Гельсінкі з 2017 до 2021 року.
У минулому — міністр з економічних питань Фінляндії в урядах Юркі Катайнена і Олександра Стубба (2012–2015).

## Життєпис
Народився 3 квітня 1965 року в Гельсінкі, Фінляндія.
Член партії Національна коаліція.
З 19 квітня 2007 до 22 червня 2010 обіймав посаду міністра житлового будівництва Фінляндії у другому уряді Матті Ванганена і з 22 червня 2010 до 22 червня 2011 продовжив виконання тих же обов'язків у кабінеті Марі Ківініємі.
16 листопада 2012 призначений міністром з економічних питань Фінляндії в уряді Юркі Катайнена.
За словами колишнього виконавчого директора суднобудівної компанії Masa-Yards Мартіна Саарікангаса, у зв'язку з втратою компанією STX Finland тендера на будівництво судна на судноверфі у Турку через відмову уряду Фінляндії про виділення компанії грошового кредиту, міністр Ян Вапаавуорі «увійде в історію як людина, яка вбила фінську суднобудівну промисловість».
Міністр відкинув критику на свою адресу і адресу уряду.
21 квітня 2014 перший із політиків заявив про намір боротися за пост голови партії Національна коаліція і відповідно за крісло прем'єр-міністра в уряді Фінляндії.
Згідно з опитуваннями громадської думки, разом із Паулою Рисікко зайняв другу позицію після Олександра Стубба (24 % опитаних хотіли би бачити їх в майбутньому прем'єр-міністрами).
12 лютого 2015 представлений урядом як кандидат від Фінляндії на пост члена правління Європейського інвестиційного банку і 1 вересня затверджений на посаді заступника генерального директора та члена правління банку.
На муніципальних виборах, що пройшли 9 квітня 2017, отримав рекордне за всю історію число голосів як кандидат у мери Гельсінкі. Обіймав посаду з 1 червня 2017 до 2 серпня 2021 року.